# Dobra László
Dobra László (Erdély, 1720. október 14. – Borbánd, 1784. január 1.) román származású jezsuita rendi pap, tanár, költő.

## Élete
Tanulmányait Kolozsváron kezdte, 1746-tól ugyanott a költészettan tanítója volt. 1748–1751-ben a négyéves teológiát végezte a Nagyszombati Egyetemen. 1754-től kezdődően etikát és természetjogot, logikát és metafizikát, általános és specifikus fizikát, kontroverziát tanított a kolozsvári akadémián.  1767-től az akkor bevezetett új tantárgyat, az elméleti teológiát adta elő. Magyarul és románul szónokolt. Tanítványai Oliva pacis a Diva Hungariae Patrona haereditariarum domus Austriacae provinciarum votis retenta (Claudiopoli, 1746) címen latin nyelvű elégiagyűjteményt adtak ki tiszteletére.
A jezsuita rend eltörlése után az erdélyi katolikus egyházmegyéhez tartozó plébánosként működött tovább; 1782-ben vonult nyugalomba.

## Munkái
- In idola orbis terrarum actio. Kolozsvár 1747.
- Oratio… Ludovico de Battyán, palatino Hungariae oblata ab acad. S. J. collegio Tyrn. gratulatoria. Tyrnaviae, 1751.